# Kazimierz Stępczak
Kazimierz Stępczak (ur. 14 marca 1936 w Zaborówcu, zm. 24 maja 2013) – polski biolog, profesor nauk biologicznych, specjalista w zakresie dydaktyki biologii i przyrody, edukacji ekologicznej, ekologii, malakologii i zoologii, wykładowca Uniwersytetu im. Adama Mickiewicza w Poznaniu, prodziekan Wydziału Biologii na tejże uczelni w latach 1991-1992 oraz wieloletni Kierownik Zakładu Zoologii Ogólnej oraz Wydziałowej Pracowni Dydaktyki Biologii i Przyrody (początkowo Pracowni Dydaktyki Biologii i Przyrody). Autor podręczników szkolnych, przewodniczący Okręgowego Komitetu Olimpiady Biologicznej w Poznaniu.
Zmarł 24 maja 2013 pochowany 29 maja na cmentarzu parafialnym przy ul. Kolejowej w Skórzewie.